# Pskowczyk
Pskowczyk – polski herb szlachecki, według Ostrowskiego odmiana herbu Kownia, z nobilitacji.

## Opis herbu
W słup. W polu czerwonym połuorzeł srebrny o orężu złotym, w takiejż koronie;
w polu czerwonym trzy kopie w gwiazdę złote - dwie w krzyż skośny i trzecia na opak, na nich.
Klejnot I - na ogonie pawim trzy miecze w klin nad księżycem złotym, między nimi dwie takież gwiazdy, trzecia pod księżycem;
Klejnot II - wieża czerwona z dwoma oknami i bramą; na niej zatknięta chorągiew czerwona, na której trzy zęby wilcze srebrne.
Klejnot III - wieża czerwona z dwoma oknami i bramą; na niej zatknięta chorągiew o dwóch strefach - srebrnej i czerwonej, na której trzy kopie w gwiazdę jak w godle, dzielone w pas srebrno-czerwone.
Labry na wszystkich hełmach czerwone, z prawej podbite srebrem, z lewej złotem.

## Najwcześniejsze wzmianki
Nadany za zasługi wojenne 10 września 1581 Stanisławowi Pachołowieckiemu, pisarzowi kancelarii królewskiej. Herb powstał z adopcji do herbu Jelita przez Jana Zamoyskiego. Zawiera też element herbu Batorych i Orła Białego, udzielonych przez Stefana Batorego. W I klejnocie ma według Paprockiego widnieć godło starego herbu Pachołowieckiego - Kownia. Obecność gwiazd i księżyca wskazuje na odmianę Kownia III.

## Etymologia
Nazwa topograficzna, o charakterze pamiątkowym, nawiązuje do oblężenia Pskowa.

## Herbowni
Pachołowiecki.